# إدجارد توبيت توميه
إدغارد توبوت توميه (بالفرنسية: Edgard Tupët-Thomé) (19 أبريل 1920 - 9 سبتمبر 2020)، كان مناضلاً عسكريا فرنسيًا.  خدم في القوات الفرنسية الحرة.

## من مؤلفاته
- خدمة جوية خاصة: 1940-1945، l'épopée d'un parachutiste en zone Occupée (1980)